# Åtvidabergs sparbank

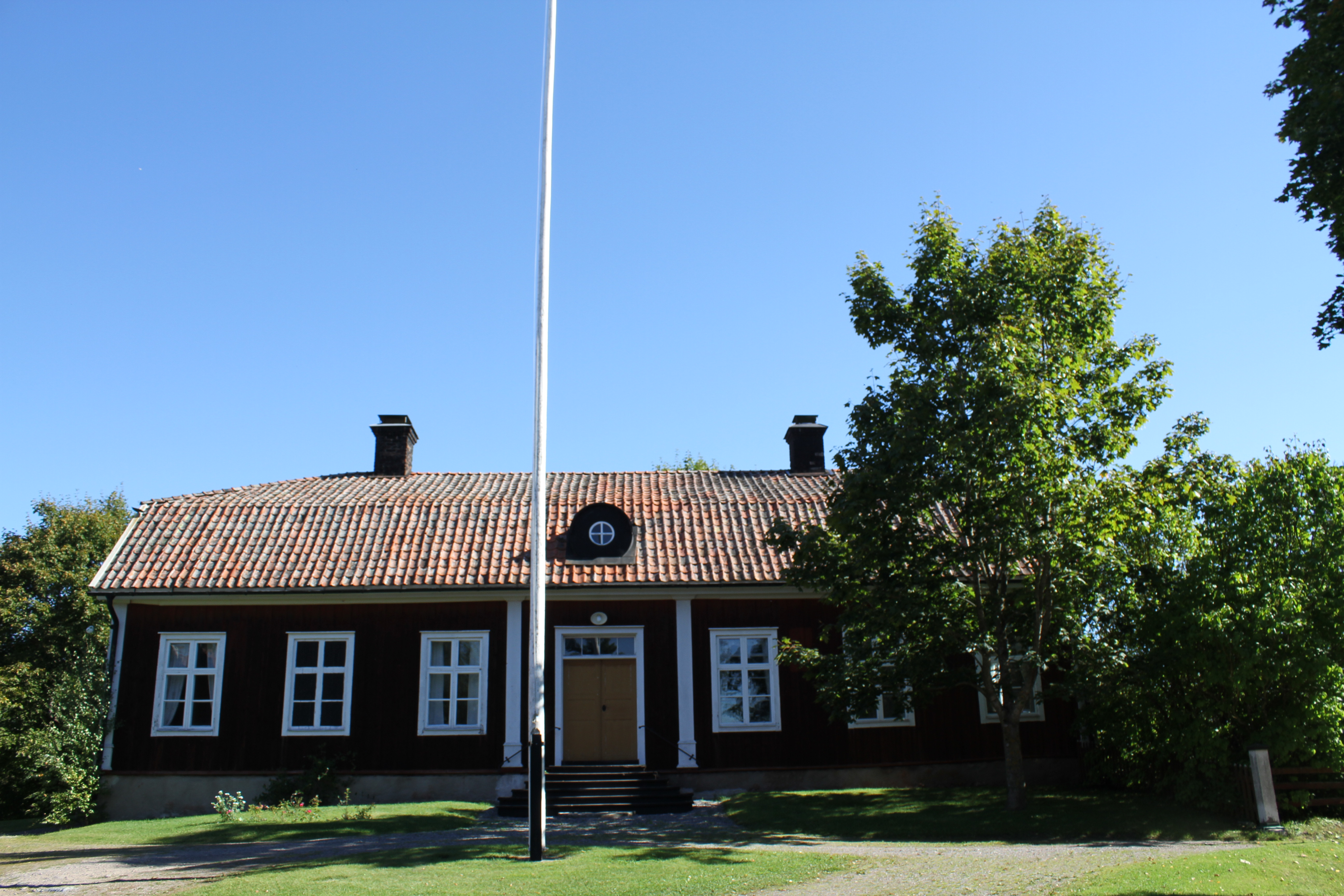
Fillinge tingshus, bankens första kontor 1867

Åtvidabergs sparbank var en fristående sparbank som i januari 2025 gick ihop med Tjustbygdens Sparbank. Tillsammans bildade man den nya banken Sparbanken Spira med verksamhet i både Västerviks kommun och Åtvidabergs kommun.
Åtvidabergs Sparbank grundades 1867 som Bankekinds härads sparbank, med kontor i Fillinge tingshus. År 1876 gick Åtvidabergs Egendomars sparbank samman med Bankekinds härads sparbank. Banken flyttade sitt säte till Åtvidaberg 1950 och bytte namn till Åtvidabergs sparbank 1987. Den har ett kontor, vid Stortorget i Åtvidaberg.
År 1998 köpte Åtvidabergs sparbank den 1932 grundade FöreningsSparbankens kontorsrörelse i Åtvidaberg.